# Белфаст (пісня)
«Белфаст» — пісня у виконанні гурту Boney M., вперше видана в 1977 році в альбомі «Love for Sale». З цією піснею солістка групи Марсія Барретт вперше виконала провідну вокальну партію в Boney M.
Для Boney M. музична композиція стала четвертою поспіль, зайняла провідну позицію в чартах Західної Німеччини. В UK Singles Chart вона досягла 8-й позиції.
Впродовж багатьох років пісня «Белфаст» мала успіх на концертах групи й Марсія Барретт повторно записала її для свого сольного альбому Come Into My Life (2005).

## Про пісню
На початку 1970-х років німецький музикант Драфі Дойчер написав танцювальний хіт для Марсії Баррет під початковою назвою «Лондондеррі», але потім перейменував її в «Белфаст» на честь столиці Північної Ірландії, що роздиралася у той час етнонаціональним конфліктом. Барретт протягом декількох років з успіхом виконувала її соло, але не публікувала в запису. Однак згодом продюсер Boney M. Френк Фаріан вирішив записати «Белфаст» з групою, для наступного альбому «Love For Sale».
Текст «Белфаста» не відрізняється чітким змістом. У ньому йдеться про надії, віру, брехню, ненависть, поразку, прощання і людські жертви. А проте, Марсія Барретт в інтерв'ю Blues & Soul запевняла в абсолютній аполітичності хіта і категорично заперечувала будь-яку провокацію. У Великій Британії після деяких сумнівів пісню взяли, а британські солдати в ФРН, які побували вже в зоні конфлікту, висловлювали свою подяку за пісню.
Френк Фаріан також записав німецьку версію пісні з австрійською співачкою Гіллою. Її версія була включена в альбом Zieh mich aus (нім. Роздягни мене), який вийшов через чотири місяці після «Love For Sale».
У США і Канаді пісня ніколи не видавалася через її політичний зміст і на диску була замінена на пісню «Daddy Cool».